# Királyi Oroszlánrend
A Királyi Oroszlánrend (hollandul: Orde van de Leeuw, franciául: Ordre royal du Lion) magas rangú állami kitüntetés Belgiumban. A rendet II. Lipót belga király alapította 1891. április 9-én, mint a Kongói Szabadállam néven ismert afrikai gyarmat uralkodója, és a kongói gyarmat valamit az "afrikai civilizáció érdekében" végzett tettekért adományozták azoknak, akik még nem voltak jogosultak az Afrika Csillaga Rend kitüntetésére. A rendet bevonták a belga állami kitüntetések közé, amikor 1908. október 10-én a belga állam annexálta a szabadállamot. A rend jelmondta "Travail et progrès" (francia) - "Arbeid en vooruitgang" (holland), azaz "Munka és haladás". A rend nagymestere a mindenkori belga király, jelenleg II. Albert belga király. Bár Belga Kongó 1960-tól önálló állam lett, és a rendet ennek megfelelően már nem adományozzák, jogilag az Oroszlándrend még ma is a hivatalos állami kitüntetések közé tartozik.

## Fokozatai
Az Oroszlánrendet a belga külügyminisztérium felügyeli. A rendnek jelenleg öt fokozata és három medálja létezik:
- Grand Cross, azaz nagykereszt, kitüntetettje kitűzöt visel a jobb mellkasán és csillagot a bal mellkasán;
- Grand Officer, azaz főtiszt, a kitüntetést a nyak körül viselik, kisebb csillag van a bal mellkason;
- Commander, azaz parancsnok, a kitüntetést a nyak körül viseli;
- Officer, azaz tiszt, a kitüntetést szalagon a bal mellkason viseli;
- Knight, azaz lovag, a kitüntetést szalagon a bal mellkason viseli;
- Gold Medal, azaz arany medál a bal mellkason;
- Silver Medal, azaz ezüst medál;
- Bronze Medal, azaz bronz medál.

## A rendjel leírása
A rend kitűzőjén fehér zománcozott kereszt található, kék kerettel, a kereszt ágai között egymásnak háttal két-két arany "C" betű található. A keresztet királyi korona köti a kitűző szalagjához. A csillag közepén található körben koronás arany oroszlán található kék zománcozott háttéren, körülötte arany csíkban a rend mottója: "Travail et progrès" (francia) - "Arbeid en vooruitgang" (holland), azaz "Munka és haladás". A középső medált szintén kék zománcozott csík veszi körbe.
A rend szalagja bíbor szalag, a kát szélén halványkék és halványsárga csíkokkal. A háborús időben adományozott kitüntetéseken a kitűzőt ezüst vagy arany pálmák ékesítik.
A medál kerek, arany, ezüst és bronz változatban készült, amelyet egy korona kapcsol a szalaggal. A medál közepén vékonyan sávozott területen egy koronás oroszlán található, körben a rend jelmondata. A medál hátulján egymással szembefordított L betűk találhatók, II. Lipót személyes monogramja pálmakoszorúban.

## A kitüntetés feltételei
Az Oroszlánrendet a Belga Kongó gyarmaton végzett kimagasló szolgálatokért adományozták, ezért igen kevés személy kapta meg. A kitüntetést jóvá kellett hagynia a belga kormány minisztertanácsának is.

## Lásd még
- Belga katonai kitüntetések listája

## Fordítás
- Ez a szócikk részben vagy egészben  a   Royal Order of the Lion (Belgium) című angol Wikipédia-szócikk fordításán alapul.  Az eredeti cikk szerkesztőit annak laptörténete sorolja fel. Ez a jelzés csupán a megfogalmazás eredetét és a szerzői jogokat jelzi, nem szolgál a cikkben szereplő információk forrásmegjelöléseként.

## Külső hivatkozások
- Royal Order of the Lion
- Royal Order of the Lion at Northeastmedals